# Ataque a la descubierta
En ajedrez, un ataque a la descubierta es un ataque producido cuando una pieza se aparta del camino de otra. El jaque descubierto es un caso especial de este ataque, donde el ataque desenmascarado es un jaque (si la pieza que se mueve también da un jaque, en ese caso se produce un jaque doble). Los ataques a la descubierta en general y los jaques dobles en particular, pueden ser extremadamente potentes, ya que la pieza movida puede realizar amenazas independientemente de la pieza que cubre. Como muchas tácticas de ajedrez, tienen éxito porque el oponente no puede protegerse de dos amenazas a la vez.
Algunas veces los ataques a la descubierta, y especialmente los jaques a la descubierta, pueden ganar material cuando la pieza que se "descubre" captura una pieza oponente que está nominalmente protegida por otra pieza oponente, ya que el oponente está preocupado en librarse del jaque, el jugador atacante tendrá tiempo de mover la pieza que hace la descubierta a un lugar seguro.
Otra posibilidad es que la pieza desenmascarada, en vez de atacar o capturar una pieza del oponente, se mueve a una casilla en la que la amenaza a infligir es mate al siguiente movimiento.
Los ataques a la descubierta no tienen por qué ganar material para ser efectivos, a veces la táctica es utilizada únicamente para ganar un tiempo.
|       |       |       |       |       |       |       |       |       |  |
|       | a8 rd | b8    | c8 bd | d8    | e8 kd | f8 bd | g8 nd | h8 rd |  |
| a7 pd | b7 pd | c7    | d7    | e7    | f7 pd | g7 pd | h7 pd |       |  |
| a6    | b6    | c6    | d6    | e6 pd | f6    | g6    | h6    |       |  |
| a5    | b5    | c5    | d5 pd | e5 pl | f5    | g5    | h5    |       |  |
| a4    | b4    | c4    | d4 qd | e4    | f4    | g4    | h4    |       |  |
| a3    | b3    | c3    | d3 bl | e3    | f3    | g3    | h3    |       |  |
| a2 pl | b2 pl | c2    | d2    | e2    | f2 pl | g2 pl | h2 pl |       |  |
| a1 rl | b1 nl | c1 bl | d1 ql | e1 kl | f1    | g1    | h1 rl |       |  |
|       |       |       |       |       |       |       |       |       |  |

El diagrama a la derecha muestra una posible línea en la variante del Avance de la Defensa francesa en que el negro ha intentado ganar el peón d4 erróneamente. Ahora, si el blanco juega Ab5+ realiza un ataque descubierto sobre la dama negra, y juegue lo que juegue el negro seguirá Dxd4. Hay que notar que no es un jaque a la descubierta, porque el jaque fue realizado por la pieza que se mueve, no la pieza enmascarada, pero el efecto es igual de devastador.
- Datos: Q336720